# Echiodon anchipterus
Echiodon anchipterus is een straalvinnige vissensoort uit de familie van parelvissen (Carapidae). De wetenschappelijke naam van de soort is voor het eerst geldig gepubliceerd in 1984 door Williams.